# Psychotic Supper
Albums de Tesla
Five Man Acoustical Jam
(1991) Bust a Nut
(1994)
Psychotic Super est le troisième album de Tesla sorti en 1991.

## Listes des titres
1. Change in the Weather (Hannon, Keith, Skeoch) 3:38
2. Edison's Medicine (Barbiero, Hannon, Keith, Skeoch, Wheat) 4:47
3. Don't De-Rock Me (Barbiero, Skeoch) 5:11
4. Call It What You Want (Barbiero, Keith, Wheat) 4:29
5. Song & Emotion (Barbiero, Hannon, Keith, Skeoch) 8:29
6. Time (Hannon, J.K.) 5:13
7. Government Personnel (Hannon):58
8. Freedom Slaves (Hannon, Wheat) 6:40
9. Had Enough (Skeoch) 4:49
10. What You Give (Hannon, Keith) 7:15
11. Stir It Up (J.K, Skoech) 5:41
12. Can't Stop (Hannon, Keith, Skeoch, Wheat) 5:27
13. Toke About It (Barbiero, Hannon) 5:27

### Titre bonus
1. Rock the Nation (Montrose) 3:31 (reprise de Montrose)
2. I Ain't Superstitious (Dixon) 3:12 (reprise de Jeff Beck)
3. Run Run Run (Ferguson, Andes) 2:47 (reprise de Jo Jo Gunne)

## Composition du groupe
- Jeff Keith : Chants
- Franck Hannon : Guitare/Claviers
- Troy Lucketta : Batterie
- Tommy Skeoch : Guitare
- Brian Wheat : Basse